# Comino
Pour les articles homonymes, voir Comino (homonymie).
Comino, en maltais Kemmuna, en anglais Comino, est une île de Malte, la troisième par la superficie de l'archipel maltais. Elle est située entre les îles de Malte et de Gozo, isolée d'elles par deux détroits : celui de Malte, large de 1 500 mètres, et celui de Gozo, large de 850 mètres.
Son nom vient du mot cumin (kemmuna en maltais), une des rares plantes qui parviennent à croître sur son sol aride.
Dépendant administrativement de la municipalité de Għajnsielem, dans le sud-est de Gozo, elle ne compte qu'une poignée de résidents permanents (les deux gardiens de l'hôtel, l'hiver, auxquels s'ajoute un policier, un prêtre et le personnel de l'hôtel pendant la période touristique) et majoritairement des touristes qui fréquentent l'hôtel Blue Lagoon, situé sur la côte ouest, face à Cominotto, dont elle est séparée par le détroit de Fliegu.
Aujourd'hui, Comino est un sanctuaire animalier et une réserve naturelle. Toute l'île et les îlets qui l'entourent sont intégrés au Réseau Natura 2000.

## Histoire
Comino est connue pour avoir été habitée par des fermiers pendant la Période romaine ; cependant, pendant de longues périodes de son histoire, l'île a été partiellement peuplée ou entièrement abandonnée. On peut même encore voir une porcherie detruite. 
Son littoral déchiqueté est tracé par des falaises calcaires à pic et pointillé par des cavernes profondes qui étaient populaires auprès des pirates (notamment sarrasins) et des maraudeurs durant le Moyen Âge. Les cavernes et les criques de Comino étaient fréquemment utilisées comme des relais pour des raids sur des bateaux malchanceux croisant entre Malte et Gozo.
Accusé de charlatanisme, le kabbaliste Abraham Aboulafia se réfugie vers 1285 à Comino où seul, dans une grotte, il écrit le Sefer ha-Ot, le « Livre du Signe »,.
Dans les années qui suivent, l'Ordre de Saint-Jean de Jérusalem utilise cette île comme terrain de chasse et récréatif. Les Chevaliers étaient, avec acharnement, protecteurs du jeu local, pour la chasse au sanglier et aux lièvres (Maltais : fenek tal-grixti) : en ce qui concerne la condamnation, les braconniers étaient assujettis à une pénalité de trois ans comme esclave de galère.
Aux XVIe siècle et XVIIe siècle, Comino servit de lieu d'emprisonnement ou d'exil pour les chevaliers errants. Les chevaliers qui étaient reconnus coupables de délits étaient de temps en temps condamnés à la tâche solitaire et dangereuse de faire fonctionner la Tour Sainte-Marie.

## Lieux et monuments

### Tour Sainte-Marie

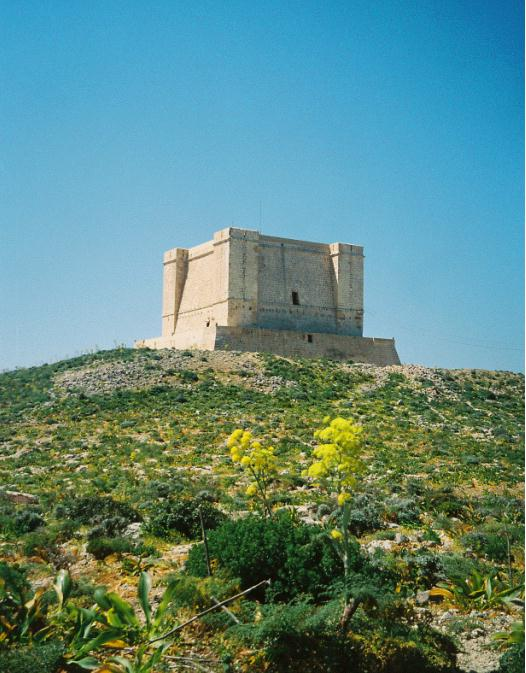
La tour Sainte-Marie.

La tour Sainte Marie est la structure la plus visible de l'île. Sa construction date de 1416, quand les Maltais ont adressé une pétition à leur roi Alphonse V d'Aragon, afin de construire une tour sur Comino dans le sud-ouest de l'île, en face du port de Cirkewwa, pour servir de premier système d'alarme en cas d'invasion et dissuader les Turcs, pirates, contrebandiers et corsaires d'utiliser Comino comme cachette et d'organiser des sorties dévastatrices sur les îles sœurs de Malte et Gozo,.
Deux ans plus tard, pour lever des fonds pour ce projet, le roi préleva une taxe spéciale sur l'importation du vin, mais détourna l'argent dans ses coffres ; l'île est restée non défendue pendant deux cents autres années.
Finalement, en 1618, l'Ordre de Saint-Jean de Jérusalem sous le Grand Maître Wignacourt a érigé la Tour Sainte-Marie (Maltais : it-Torri ta' Santa Marija), située approximativement dans le centre de la côte sud de l'île. La tour faisait partie d'une chaîne de tours défensives - Tours De Redin, de Wignacourt et de Lascaris - situées à des points stratégiques le long du littoral des îles maltaises et servant de moyens de communications très améliorés entre Malte et Gozo.
La tour est une grande construction, avec quatre tourelles en coin, située environ 80 mètres au-dessus du niveau de la mer. Haute de 12 mètres, elle possède des murs de 6 mètres d'épaisseur et est surélevée sur une plate-forme et une plinthe d'approximativement 8 mètres de haut.
Pendant l'occupation française (1798–1800), la Tour Sainte-Marie a servi de prison pour les personnes soupçonnées d'espionnage. En 1829, l'armée britannique abandonna le site. Pendant plusieurs décennies, considérée comme étant la propriété des autorités civiles locales, elle peut avoir été utilisée comme un hôpital d'isolement, ou même comme un enclos d'hivernage pour les animaux de la ferme.
La tour est redevenue active tant pendant la Première Guerre mondiale que pendant la Seconde Guerre mondiale. Depuis 1982, elle est la propriété des Forces Armées de Malte. Elle sert aujourd'hui de poste de surveillance et de relais afin de se prémunir contre la contrebande et le braconnage d'oiseaux migrateurs.
La tour Sainte-Marie a subi une vaste restauration entre 2002 et 2004 et reste aujourd'hui la structure la plus connue de Comino et un lieu de promenade touristique apprécié.

### Chapelle
Une minuscule chapelle de l'Église catholique romaine, consacrée à la Sainte Famille à son retour d'Égypte, est située au-dessus de la Baie de Santa Marija.
Construite en 1618 et agrandie en 1667 puis à nouveau en 1716, la chapelle était à l'origine consacrée à l'Annonciation. Elle a été désacralisée et re-consacrée au moins une fois dans son histoire, quand Comino était dépourvue de résidents. La toute première mention d'une chapelle sur ce site date du XIIe siècle et peut être vue sur une carte de navigation de cette même période, conservée au National Maritime Museum et à l'Observatoire royal de Greenwich à Londres.
La messe est célébrée dans la chapelle les samedis soir et dimanches matin pour les résidents, le personnel hôtelier et des touristes.

### Batterie de Sainte-Marie
Construite en 1716, en même temps que diverses autres batteries autour du littoral de Malte, elle est située face au canal du Sud de Comino. C'est une structure semi-circulaire avec un certain nombre de meurtrières faisant face à la mer. La batterie abrite toujours deux canons de 24 livres restant dans un bon état de conservation principalement en raison de son emplacement éloigné. À l'origine son armement incluait quatre canons de 6 livres.
En 1996, la batterie fut restaurée par l'organisation de conservation du patrimoine maltais, Din l-Art Ħelwa. Une structure défensive supplémentaire a été construite en 1716 sur la côte du nord de Comino, appelée Sainte Marie Redoubt, cependant elle a été démolie par la suite.

### Casernes
Les Chevaliers ont aussi construit sur Comino des casernes. Au début du XXe siècle, ces casernes étaient périodiquement utilisées comme isolement hospitalier.

### Hôtel Comino
L'hôtel, établi durant les années 1960, avec ses deux plages privées, se situe au-dessus de la Baie de Niklaw San. Il y a aussi des bungalows pour les vacanciers dans la baie de Santa Marija.

### Lagon bleu
Le chenal situé entre Comino et Cominotto a des eaux magnifiques ce qui lui vaut le surnom de Lagon bleu.

### Porcherie
La seule autre entreprise commerciale sur Comino était une porcherie. Aujourd'hui[Depuis quand ?] fermée, elle était située sur la partie isolée au sud-est de l'île. Son but était la reproduction sélective, après que tous les porcs de Malte furent tués pour stopper une épidémie de fièvre aphteuse.

### Héliport
L'héliport de Comino se trouve à proximité de la porcherie.

### Commissariat de police
Un commissariat de police est situé entre les bungalows et la chapelle.